# مقاطعة فرانكلين (نبراسكا)
مقاطعة فرانكلين (بالإنجليزية: Franklin County)‏ هي إحدى مقاطعات ولاية نبراسكا في الولايات المتحدة الأمريكية.